# گردنه هیوکوشی

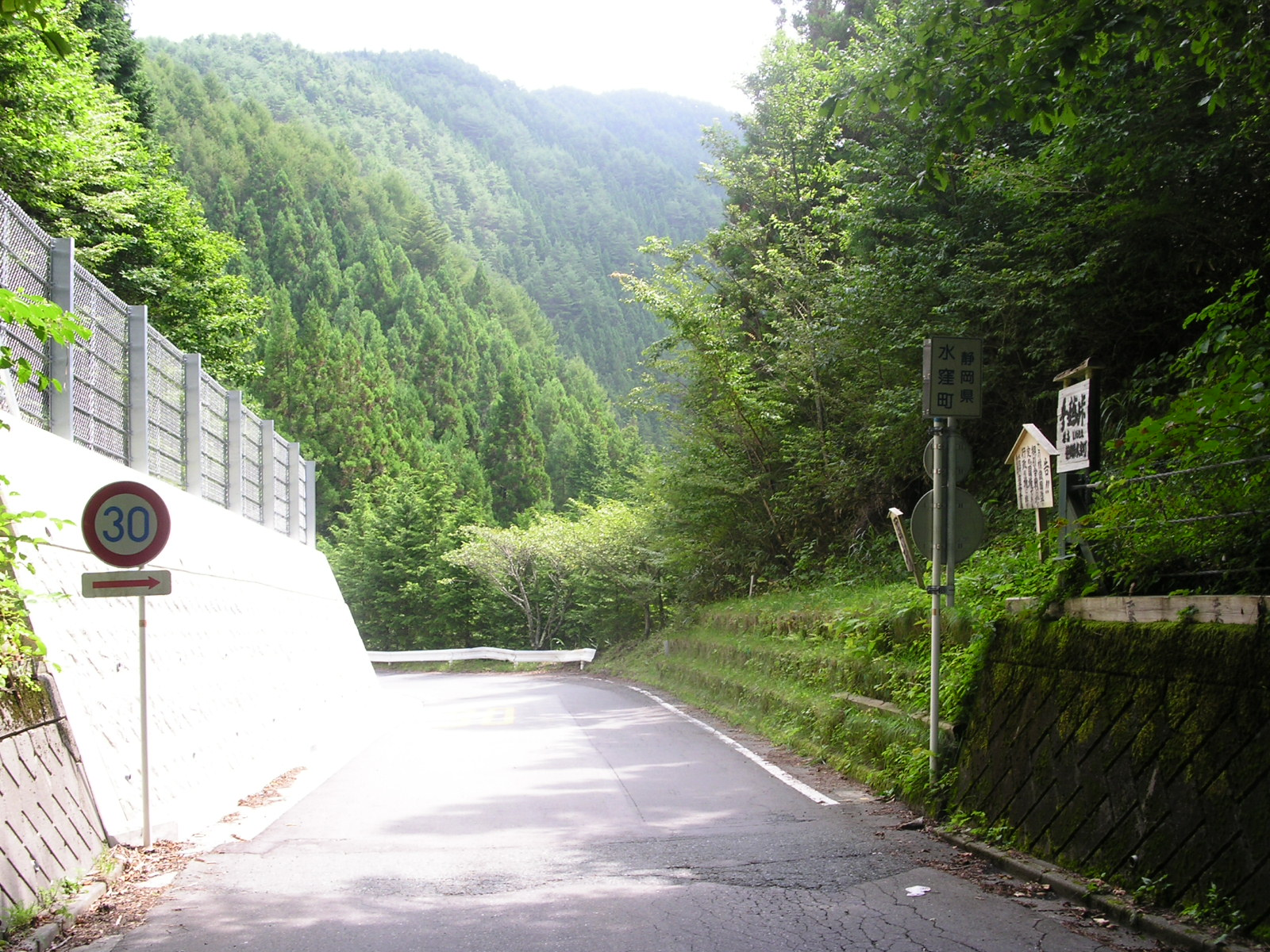
گردنه یا گذرگاه هیوکوشی.

گردنه هیوکوشی (به ژاپنی: 兵越峠 ひょうごしとうげ)، یک گردنه بین بخش میساکوبو، شیزوئوکا، تنریو-کو، شهر هاماماتسو استان شیزوئوکا (نام قبلی ولایت سوروگا) و شهر ایدا، ناگانو، استان ناگانو در ژاپن است.